# Vila-sana
Vila-sana är en kommun i Spanien.   Den ligger i provinsen Província de Lleida och regionen Katalonien, i den östra delen av landet, 400 km öster om huvudstaden Madrid. Antalet invånare är 710. Arean är 19,1 kvadratkilometer. Vila-sana gränsar till Ivars d'Urgell, Castellnou de Seana, Golmés, Mollerussa, El Palau d'Anglesola, El Poal och Linyola. 
Terrängen i Vila-sana är platt.